# Plymouth Argyle F.C.
Plymouth Argyle Football Club – angielski klub piłkarski z siedzibą w Plymouth, założony w 1886 roku jako Argyle Football Club. Plymouth Argyle FC stał się profesjonalnym klubem piłkarskim w 1903 roku. Obecnie zespół z południowo-zachodniej Anglii występuje w League One.

## Obecny skład
Stan na 8 marca 2021.
| Nr | Poz. | Piłkarz                                  |
| -- | ---- | ---------------------------------------- |
| 1  | BR   | Michael Cooper                           |
| 2  | OB   | Kelland Watts (wyp. z Newcastle United)  |
| 3  | OB   | Gary Sawyer                              |
| 4  | OB   | Will Aimson                              |
| 8  | PO   | Joe Edwards                              |
| 9  | NA   | Ryan Hardie                              |
| 10 | PO   | Danny Mayor                              |
| 14 | PO   | Ben Reeves                               |
| 15 | PO   | Conor Grant                              |
| 16 | PO   | Lewis MacLeod                            |
| 17 | NA   | Byron Moore                              |
| 18 | PO   | Tyrese Fornah (wyp. z Nottingham Forest) |
| 19 | NA   | Klaidi Lolos                             |
| 21 | NA   | Niall Ennis                              |

| Nr | Poz. | Piłkarz                                 |
| -- | ---- | --------------------------------------- |
| 22 | OB   | Adam Lewis (wyp. z Liverpoolu)          |
| 23 | BR   | Luke McCormick                          |
| 24 | OB   | Jerome Opoku (wyp. z Fulham)            |
| 25 | OB   | Sam Woods (wyp. z Crystal Palace)       |
| 26 | BR   | Jack Ruddy                              |
| 27 | OB   | Ryan Law                                |
| 28 | PO   | Panutche Camará                         |
| 31 | NA   | Luke Jephcott                           |
| 32 | NA   | George Cooper                           |
| 38 | PO   | Ethan Mitchell                          |
| 39 | NA   | Scott Crocker                           |
| 41 | OB   | Ollie Tomlinson                         |
| 42 | OB   | Jarvis Cleal                            |
| –  | OB   | Rubin Wilson                            |
| -  | OB   | Tymoteusz Puchacz (wyp.z Holstein Kiel) |

### Piłkarze na wypożyczeniu[3]
| Nr | Poz. | Piłkarz                                             |
| -- | ---- | --------------------------------------------------- |
| –  | OB   | Scott Wootton (w Wigan Athletic, do 31 maja 2021)   |
| –  | NA   | Frank Nouble (w Colchester United, do 31 maja 2021) |
| –  | PO   | Adam Randell (w Torquay United, do 31 maja 2021)    |

## Rekordy klubowe
- Najwyższa frekwencja 43,596 vs. Aston Villa, Division Two, 10 października 1936
- Najwyższe ligowe zwycięstwo:
  - 8-1 vs. Millwall, Division Two, 16 stycznia 1932
  - 8-1 vs. Hartlepool United, Division Two, 7 maja 1994
- Najwyższa ligowa porażka: 0-9 vs. Stoke City, Division Two, 17 grudnia 1960
- Najwyższe pucharowe zwycięstwo: 6-0 vs. Corby Town, trzecia runda FA Cup, 22 stycznia 1966
- Najwyższa pucharowa porażka: 1-7 vs. Tottenham, pierwsza runda FA Cup, 19 stycznia 1910
- Najwięcej punktów w lidze (2 punkty za zwycięstwo): 68, Division 3 South, 1929/30
- Najwięcej punktów w lidze (3 punkty za zwycięstwo): 102, Division Three, 2001/02
- Najwięcej goli w lidze:
  - 107 Division 3 South 1925/26
  - 107 Division 3 South 1951/52
- Najlepszy strzelec w sezonie: 32 Jack Cock, Division 3 South 1926/27

## Plebiscyty
Piłkarz roku 
Od roku 1966 kibice Plymouth Argyle wybierają najlepszego zawodnika sezonu
| Rok  | Zwycięzca         |
| 1966 | Johnny Newman     |
| 1967 | Norman Piper      |
| 1968 | Pat Dunne         |
| 1969 | David Burnside    |
| 1970 | Derek Rickard     |
| 1971 | Jim Furnell       |
| 1972 | Dave Provan       |
| 1973 | Neil Hague        |
| 1974 | Ernie Machin      |
| 1975 | Paul Mariner      |
| 1976 | Paul Mariner      |
| 1977 | Neil Ramsbottom   |
| 1978 | George Foster     |
| 1979 | Fred Binney       |
| 1980 | George Foster     |
| 1981 | David Kemp        |
| 1982 | John Sims         |
| 1983 | Gordon Nisbet     |
| 1984 | Gordon Staniforth |
| 1985 | Tommy Tynan       |
| 1986 | Kevin Hodges      |
| 1987 | Tommy Tynan       |
| 1988 | Steve Cherry      |
| 1989 | Tommy Tynan       |
| 1990 | Nicky Marker      |

| Rok  | Zwycięzca        |
| 1991 | Kenny Brown      |
| 1992 | Dwight Marshall  |
| 1993 | Steve McCall     |
| 1994 | Steve McCall     |
| 1995 | Marc Edworthy    |
| 1996 | Mick Heathcote   |
| 1997 | Chris Billy      |
| 1998 | Martin Barlow    |
| 1998 | Carlo Corazzin   |
| 1999 | Mick Heathcote   |
| 2000 | Paul McGregor    |
| 2001 | Wayne O’Sullivan |
| 2002 | Graham Coughlan  |
| 2003 | Paul Wotton      |
| 2004 | Mickey Evans     |
| 2005 | Paul Wotton      |
| 2006 | David Norris     |
| 2007 | Lilian Nalis     |
| 2008 | Krisztián Timár  |
| 2009 | Romain Larrieu   |
| 2010 | Carl Fletcher    |
| 2011 | Carl Fletcher    |
| 2012 | Maxime Blanchard |
| 2013 | Onismor Bhasera  |